# Гельвелові
Гельвелові (Helvellaceae Fr.) — родина аскомікотових грибів. Типовим представником є рід гельвела (Helvella).

## Історія
Родина описана Еліасом Магнусом Фрісом в 1822 році як Elvellacai.
Згідно з дослідженнями 1997 року виявлено, що родина найбільш тісно пов'язана з трюфелевими (Tuberaceae).

## Опис

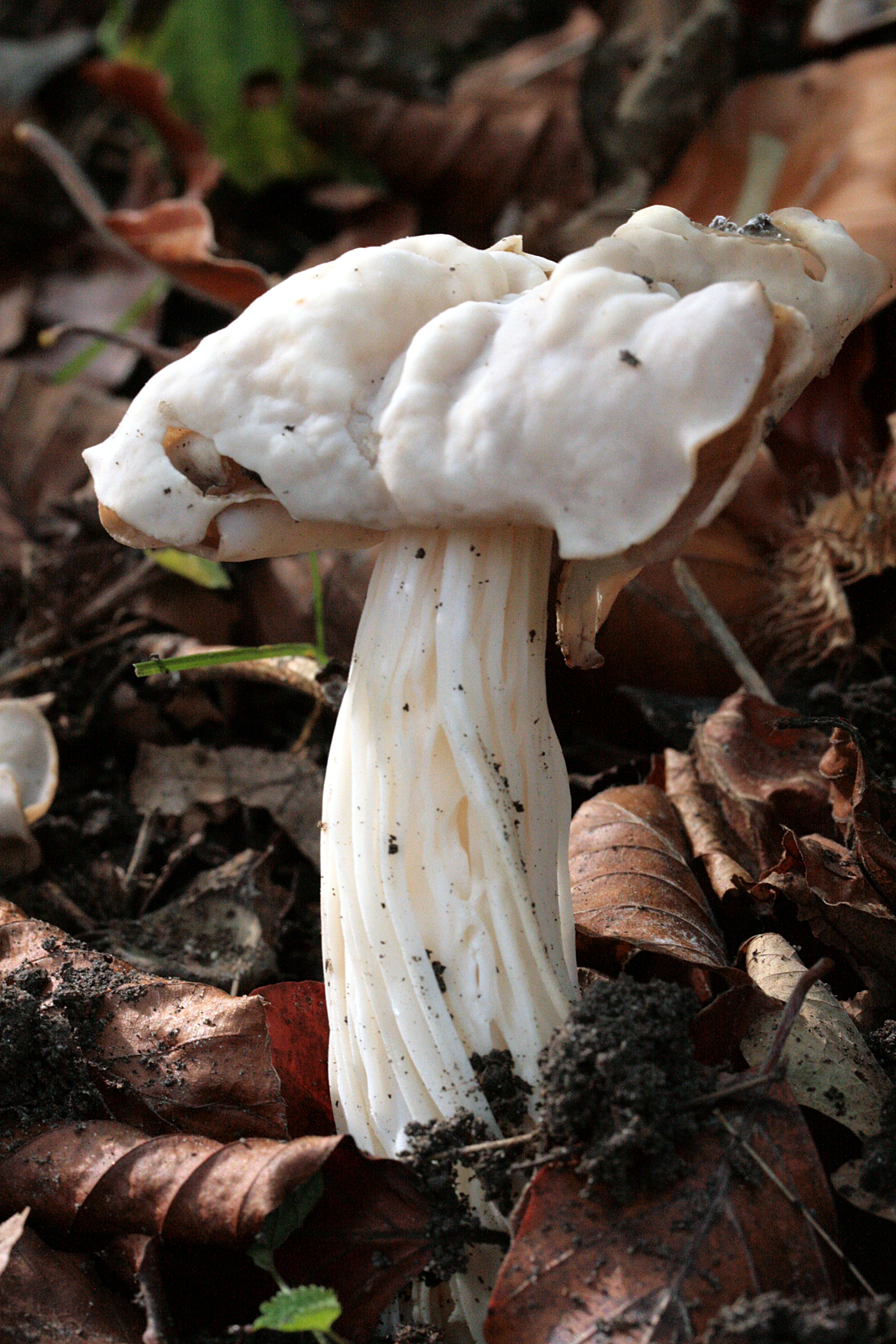
Гельвела кучерява

Плодові тіла великі, м'ясисті, складаються із шапинки та ніжки, до 10 см висотою. Шапинки різноманітних форм — яйцеподібно-округлі, конічні з комірками або з хвилясто-складчастою, зморщеною поверхнею. Шапка горбкувата, лопасна, з вільним нижнім краєм, або прирослими краями, від бурого до сірого кольору. Ніжка гладка, циліндрична, інколи до основи циліндрична, порожниста, до 6-10 см довжиною. Гіменіальний шар покриває всю верхню поверхню шапинки. Сумки циліндричні. Спори великі, еліпсоїдні, одноклітинні, жовтуваті або без кольору, гладкі.

## Роди
- Balsamia
- Barssia
- Cidaris
- Helvella — Гельвела
- Underwoodia
- Wynnella

## Поширення та середовище існування
Представники роду ростуть на ґрунті, рідко на деревині. Поширені в листяних та хвойних лісах, на узліссях, вздовж доріг. В Україні, Європі, Азії, Північній Америці.
Переважно весняні гриби - квітень - травень.

## Практичне використання
Багато видів не їстівні, деякі отруйні, і навіть смертельно отруйні.